# Jost Walbaum
Jost Walbaum (ur. 22 stycznia 1889 w Steinheim, zm. 6 grudnia 1969 w Laatzen) – niemiecki lekarz, kierownik wydziału zdrowia w rządzie Generalnego Gubernatorstwa, nazista.

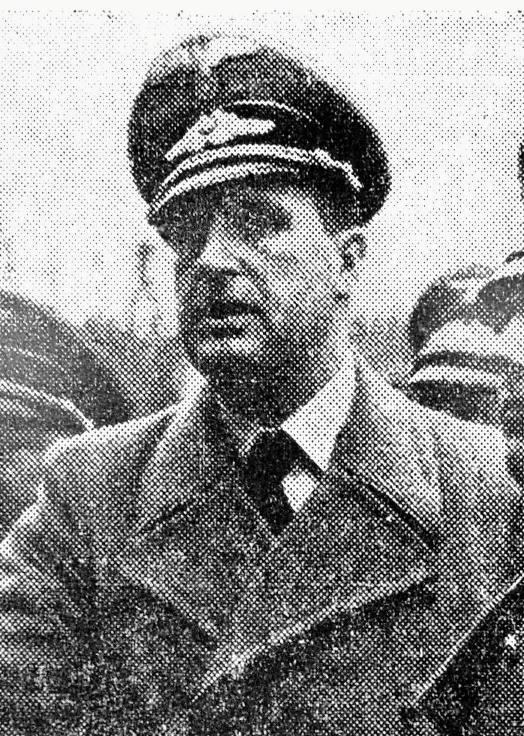
Jost Walbaum

## Życiorys
Jost Walbaum studiował medycynę na uniwersytetach niemieckich, uzyskując w 1919 r. doktorat w Rostocku na podstawie rozprawy o ranach postrzałowych krtani. Walbaum brał udział w I wojnie światowej jako żołnierz Bawarskiego Pułku Piechoty 226 od sierpnia 1914 r. do sierpnia 1918 r. Od 1919 r. pracował jako asystent lekarza, a od 1920 do 1933 r. jako lekarz ogólny. W międzyczasie, w 1928 roku zdał egzamin uprawniający do leczenia homeopatycznego. Następnie pracował jako specjalista w dziedzinie radiologii.
Walbaum wstąpił do NSDAP w 1930 r., a w 1932 r. został również członkiem SA, gdzie awansował do stopnia SA-Oberführera. W 1934 r. został lekarzem miejskim w Berlinie. Od 1935 r. był także urzędnikiem ds. zdrowia publicznego i szefem wydziału zdrowia w Berlin-Tiergarten. W latach 1937–1943 Walbaum był urzędnikiem ds. zdrowia publicznego i starszym lekarzem w Berlinie, gdzie zajmował również stanowiska w przywództwie partyjnym okręgu NSDAP. Był przyjacielem Hermanna Göringa, leczył go z uzależnienia od morfiny.

### Działalność w Generalnym Gubernatorstwie
Obermedizinalrat Jost Walbaum przyjechał jako urzędnik cywilny przy Armii Południe na początku października 1939 r. do Krakowa, gdzie Seyss-Inquart organizował administrację cywilną. Wtedy też z ramienia rządu Rzeszy ustanowiony został jako przedstawiciel Przywódcy Zdrowia Rzeszy Leonarda Conti w Generalnym Gubernatorstwie. Jako Regionalny Przywódca Zdrowia (Gebietsgesundheitsführer) był odpowiedzialny za sprawy partyjne i zawodowe dotyczące niemieckich pracowników ochrony zdrowia, a także za kwestie, którymi zajmował się Główny Urząd NSDAP do spraw Zdrowia Publicznego w Krakowie. Jednak już w 15 grudnia tego roku Hans Frank równolegle powołał go na kierownika Wydziału Zdrowia i Publicznej Opieki Zdrowotnej (Abteilungspräsident Gesundheitswesen und Gesundheitliche Volkspflege) w Urzędzie Generalnego Gubernatora. W lutym 1940 Walbaum utworzył w Generalnym Gubernatorstwie pod swoim kierownictwem Izbę Zdrowia, w której połączono wszystkie zawody medyczne: lekarzy, aptekarzy, dentystów, masażystów, pielęgniarki itd. (Präsident der Gesundheitskammer). Od kwietnia 1941 r. kierował Wydziałem Zdrowia wchodzącym w skład Wydziału Głównego Spraw Wewnętrznych rządu Generalnego Gubernatorstwa. W ten sposób formalnie stracił swą niezależność, a w rzeczywistości był w konflikcie z ich prezydentami Friedrichem Siebertem, a potem Eberhardem Westerkampem i zachowywał od nich daleko posuniętą niezależność. Z uwagi na równoległą podległość zarówno Leonardowi Contiemu, jak i Hansowi Frankowi wchodził z nimi na przemian w konflikty i wykorzystywał je do forsowania własnych celów. W późniejszym okresie, gdy znaczne osłabła pozycja Franka wobec Heinricha Himmlera do tych konfliktów doszedł spór z Wyższym Dowódcą SS i Policji w Generalnym Gubernatorstwie Krügerem. Z tych powodów później łatwo mógł przerzucać odpowiedzialność za politykę zdrowotną w Generalnym Gubernatorstwie na inne osoby i instytucje.
Wydział Walbauma składał się z dwóch podwydziałów oraz szeregu jednostek i biur terenowych bezpośrednio podległych „prezydentowi wydziału”: podwydział ds. zdrowia obejmował referaty zajmujące się zwalczaniem chorób zakaźnych i ogólnymi sprawami zdrowotnymi, a także zatrudnieniem lekarzy, sanatoriami i domami opieki, szpitalami i instytutami medycznymi, szkolną opieką zdrowotną i opieką nad młodzieżą, sportową opieką medyczną i ochotniczą publiczną służbą zdrowia. Wydział ds aptek i leków składał się z referatów do spraw aptek, środków farmaceutycznych, nadzoru sanitarnego nad artykułami spożywczymi i używkami, ziołolecznictwa i skupu roślin leczniczych. Kierownikowi wydziału podlegały bezpośrednio: Izba Zdrowia, Medycyna Sądowa, Sprawy Uczelni Medycznych, Państwowe Uzdrowiska i Sanatoria, przesiedlenia Niemców z Wołynia, ponadto jako jednostki terenowe Państwowe Zakłady Lecznicze i Opiekuńcze (Kobierzyn k. Krakowa, Tworki k. Warszawy i od lata 1941 r. Kulparków k. Lwowa), Szpital Dziecięcy Leczenia Jaglicy w Witkowicach, Państwowe Zakłady Lecznicze w Krakowie, Państwowe Zakłady Higieny w Warszawie, Krakowie, Lublinie i Kielcach, Państwowy Zakład Medycyny Sądowej i Kryminologii w Krakowie (z filią w Warszawie) oraz Zakład Badań nad Tyfusem w Krakowie. Placówkami terenowymi były również szpitale dystryktowe dla Niemców.
Walbaum wykorzystał plany Hansa Franka powołania w Krakowie niemieckiego Uniwersytetu Mikołaja Kopernika i forsował utworzenie Akademii Medycznej szkolącej lokalnie lekarzy dla obszaru Wschodu, która miała stać się zaczątkiem Uniwersytetu. Na skutek sprzeciwu ministerstw z Rzeszy projekt ten nie doszedł do skutku, gdyż kategorycznie sprzeciwiano się szkolnictwu wyższemu w Generalnym Gubernatorstwie.
Głównym zadaniem jakie sobie stawiał, było zwalczanie zagrożenia epidemiologicznego. Na początku było to rozprzestrzenianie się chorób wenerycznych, a po rozpoczęciu wojny ze Związkiem Radzieckim zwalczanie tyfusu i innych chorób wojennych, co stawało się coraz ważniejsze na zapleczu frontu. Wydał on na ten temat książkę Kampf den Seuchen! Krakau: Buchverl.: „Deutscher Osten”, 1941. Jego podejście było poważane przez jego krytyków jako zbyt propolskie podczas, gdy on tłumaczył je potrzebą utrzymania zdrowego środowiska higienicznego dla przebywających w Generalnym Gubernatorstwie Niemców oraz utrzymania zdrowia wśród polskich pracowników przymusowych.
Dyrektorem zakładu w Kobierzynie podczas jego ostatecznej likwidacji był Alex Kroll. Według akt IPN do ośrodka wkroczyli esesmani i przetransportowali pacjentów do obozu w Auschwitz. Ze sprawą likwidacji szpitala związany był Jost Walbaum, którego bliskim współpracownikiem był Kroll. Obaj byli aktywnymi i żarliwymi narodowymi socjalistami, o czym świadczy fakt, że Kroll wziął pierwszy w Krakowie narodowosocjalistyczny ślub cywilny, a Walbaum był świadkiem na tym ślubie. Walbaum do końca twierdził, że zbrodnia ta odbyła się bez jego wiedzy i akceptacji. Inni niemieccy świadkowie sądzą, że inicjatorem tej akcji był SS-Obergruppenführer Krüger, który przeznaczył później opuszczone budynki dla SS i HJ.
W końcowym okresie jego pobytu w Krakowie w porozumieniu z Leonardo Conti sprzeciwiał się on przejęciu byłych klinik uniwersyteckich UJ do wyłącznego użytku dla Niemców, a szczególnie utworzenia w nich Domu Opieki dla Matek – Lebensborn. Plan ten był forsowany przez Krügera działającego w charakterze Pełnomocnika do spraw Umacniania Niemczyzny w Generalnym Gubernatorstwie, przy pełnym wsparciu Himmlera. Ostatecznie po usunięciu Walbauma z Generalnego Gubernatorstwa doszło do takich zmian.
Choć Walbaum po wojnie uzasadniał wszystkie te konflikty potrzebą humanitarnego traktowania ludności miejscowej, to wydaje się, że głównym ich powodem była chęć zachowania pełnej władzy osobistej nad ochroną zdrowia z powodów ambicjonalnych. Dr Walbaum został zwolniony pod koniec 1942 r., według jego własnych oświadczeń z powodu oporu wobec SS i NSDAP, a według byłego kierownika Głównego Wydziału Spraw Wewnętrznych rządu Generalnego Gubernatorstwa, Sieberta – który przedstawiał go jako ambitnego i uzależnionego od tytułów – ponieważ pozwolił sobie na nieproporcjonalnie wysoką pensję jako szef Izby Lekarskiej. 20 stycznia 1943 r. ochrona zdrowia została ponownie wydzielona jako osobny wydział główny z Wydziału Głównego Spraw Wewnętrznych. Walbaum objął posadę w Münster, a w Generalnym Gubernatorstwie zastąpił go Heinrich Teitge (1900–1970)

### Okres powojenny
Po wkroczeniu aliantów do Münster w kwietniu 1945 r., Walbaum został aresztowany i przebywał w areszcie śledczym do stycznia 1947 r. W procesie denazyfikacji został zakwalifikowany do III stopnia, co uniemożliwiło mu powrót do służby publicznej.
Pod koniec stycznia 1948 r. Polska Misja do Spraw Zbrodni Wojennych złożyła do Brytyjskiego Rządu Wojskowego wniosek o ekstradycję Walbauma. We wniosku, popartym obciążającymi zeznaniami świadków i dokumentami, strona polska oskarżyła Walbauma o współodpowiedzialność za działania eutanazyjne i rozstrzeliwanie chorych na tyfus w Generalnym Gubernatorstwie. Ponieważ niemieccy świadkowie obrony zeznawali na korzyść Walbauma w sierpniu 1948 r. i ponownie kilka miesięcy później w postępowaniu przed trybunałem ekstradycyjnym, nie doszło do jego ekstradycji do Polski.
Walbaum mieszkał w Hanowerze-Vinnhorst i pracował tam jako lekarz homeopata. Dochodzenie wszczęte przeciwko Walbaumowi przez hanowerską prokuraturę na początku lat 60. pod zarzutem pomocnictwa w zabójstwie (zabójstwa chorych w byłym Generalnym Gubernatorstwie) zostało umorzone w listopadzie 1968 r.